# Křečkovití myší
Křečkovití myší (Calomyscidae) je nepočetná čeleď hlodavců, která zahrnuje pouze osm druhů, z nichž všechny spadají do monotypického rodu Calomyscus. 

## Popis
Křečkovití myší dosahují hmotnosti 15 až 30 gramů, vyznačují se velkýma ušima a měkkou srstí. Ocas, jenž je hustě osrstěný a zakončuje jej chomáč dlouhých chlupů, je delší než hlava a tělo. Celkový zubní vzorec činí I 1/1, C 0/0, P 0/0, M 3/3 = 16 zubů. Domnělou příbuznost s pravými křečkovitými podporovalo uspořádání hrbolků na skusné ploše stoliček, podobná stavba penisu a sluchových kůstek; na druhou stranu však křečkovití myší postrádají lícní torby, žlázy na bocích a krátký ocásek.
V současnosti jsou křečkovití myší rozšířeni od Pákistánu po Střední východ, a to v široké škále přirozených prostředí, od lesů až po neúrodné, skalnaté kopce. V závislosti na ročním období lze pozorovat denní nebo noční aktivitu, potravu tvoří semena a další rostlinný materiál. Rozmnožují se jednou či dvakrát za rok, přičemž samice rodí dvě až sedm mláďat.

## Evoluce & systém
Velikostí, charakteristikou srsti i obecnou morfologií se podobají křečkům rodu Peromyscus z čeledi křečkovitých (Cricetidae), v rámci níž byli historicky sdružováni, molekulárně-fylogenetické studie však jasně podporují jejich vydělení. Roku 2005 byl křečkům myším přiřknut status samostatné čeledi.
Nejstarší fosilní nálezy křečků myších pocházejí z miocénu Evropy a Turecka. Z fylogenetického hlediska je celá čeleď považována za bazální skupinu v rámci kladu Eumuroida, jenž mimo ni zahrnuje pravé křečkovité (Cricetidae), myšovité (Muridae) a menší čeleď křečkovití afričtí (Nesomyidae).
Jediný rod Calomyscus čítá následující druhy:
- druh Calomyscus bailwardi Thomas, 1905 – křečík myší
- druh Calomyscus baluchi Thomas, 1920 – křečík balúčistánský
- druh Calomyscus elburzensis Goodwin, 1939
- druh Calomyscus grandis Schlitter & Setzer, 1973
- druh Calomyscus hotsoni Thomas, 1920 – křečík Hotsonův
- druh Calomyscus mystax Kashkarov, 1925 – křečík turkmenský
- druh Calomyscus tsolovi Peshev, 1991
- druh Calomyscus urartensis Vorontsov & Kartavseva, 1979 – křečík zakavkazský